# Пінакль

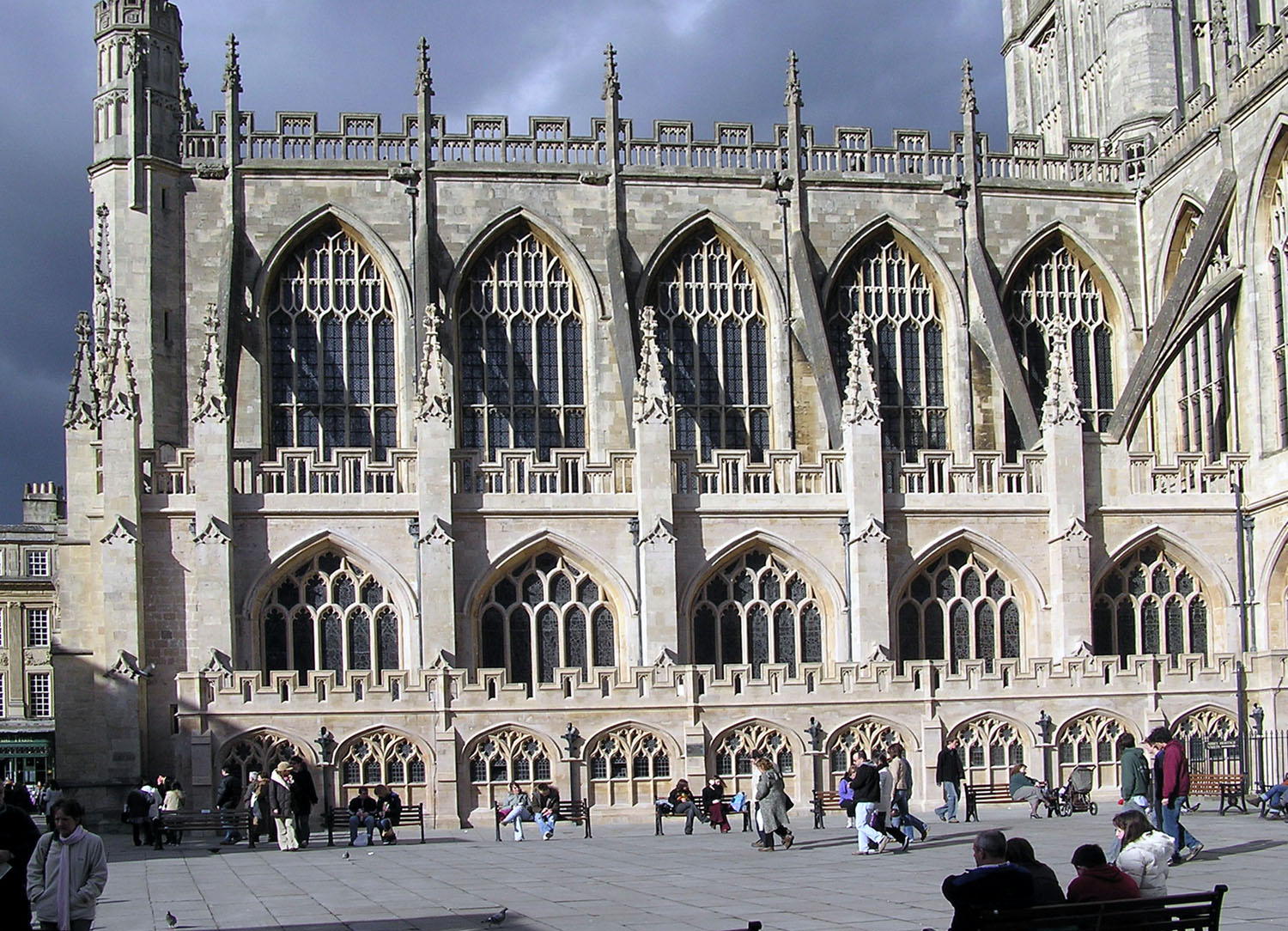
5 контрфорсів з аркбутанами і пінаклями

Піна́кль (фр. pinacle, від лат. pinnaculum) — загострений верх даху в романській і готичній архітектурі — гострокінечна декоративна башта, що увінчує контрфорс. Іноді пінаклі ставили на стовпах перил і на гребені даху.

## Галерея

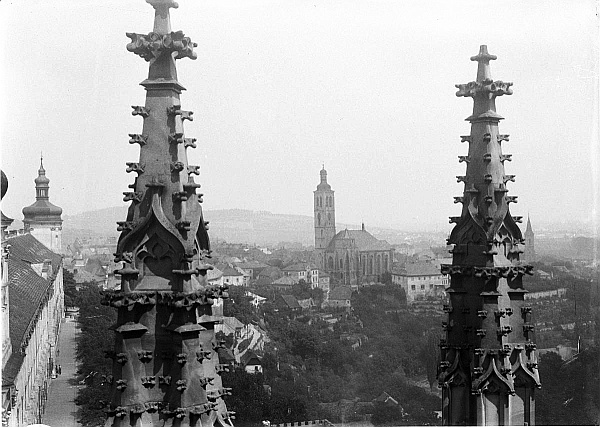
Пінаклі в храмі м. Кутна-Гора, Чехія
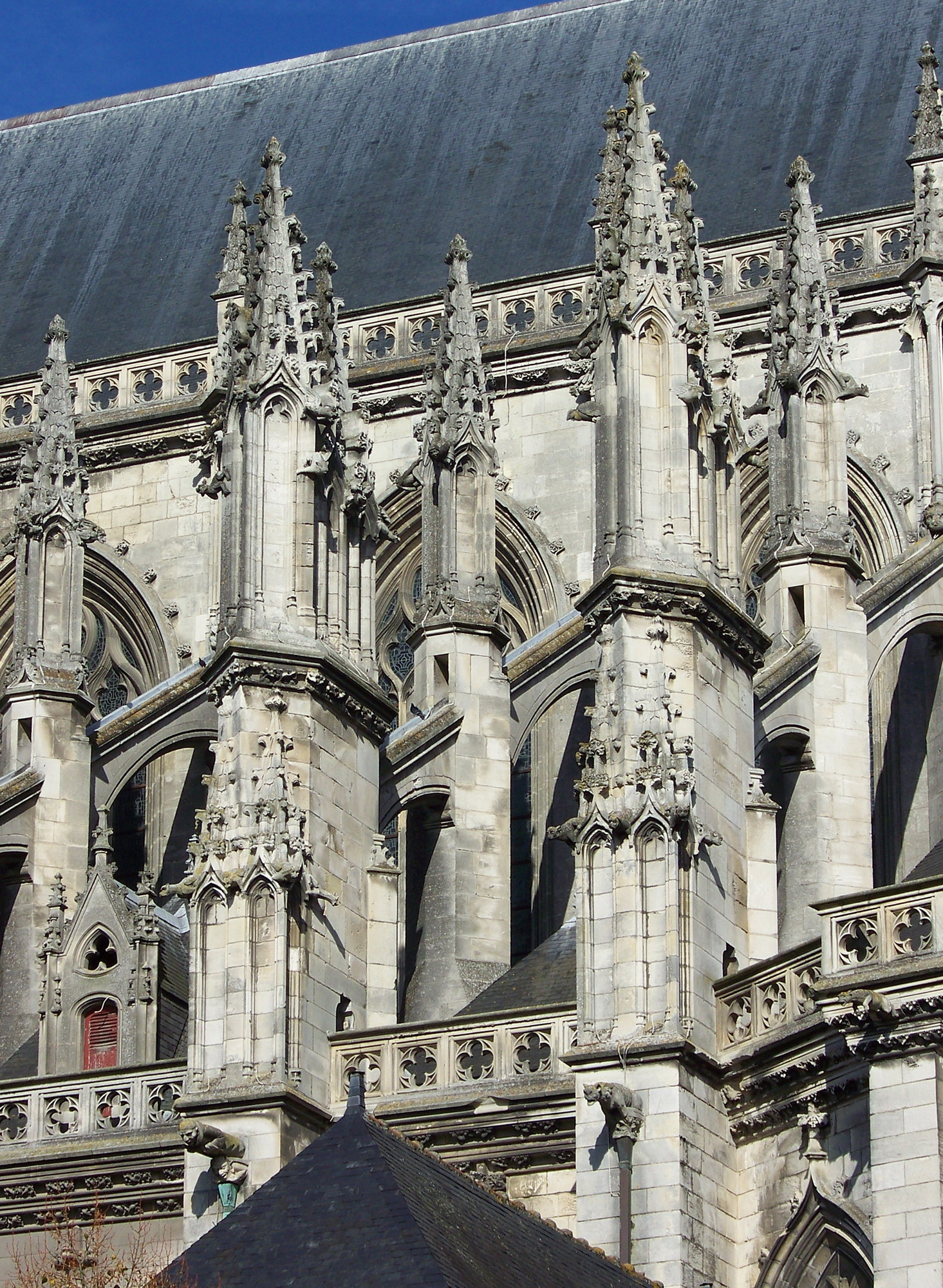
Пінаклі. Нант, Франція
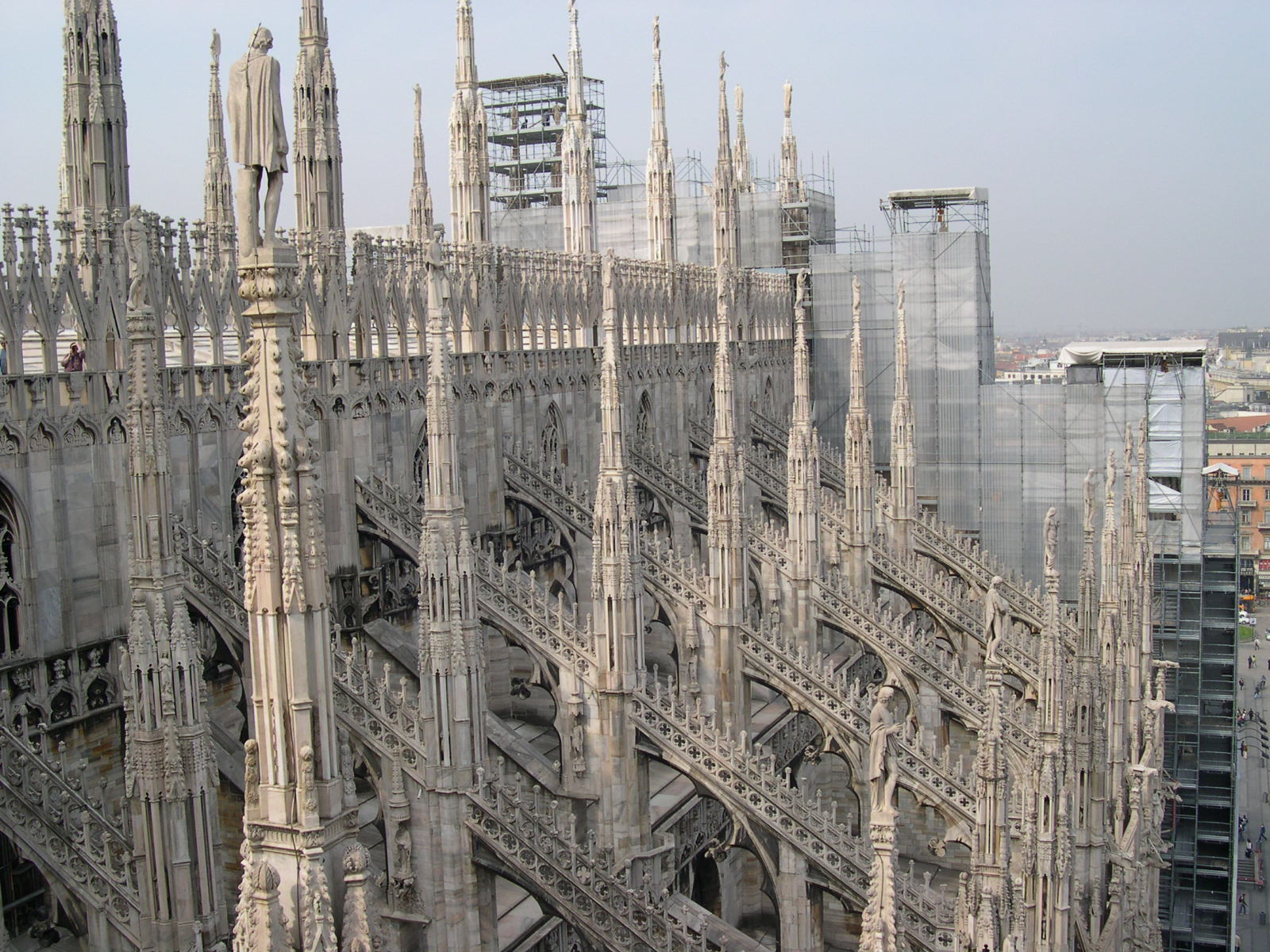
Пінаклі. Мілан, Італія